# Today Was a Fairytale
»Today Was a Fairytale« je country-pop pesem ameriške pevke in tekstopiske Taylor Swift. Pesem je napisala Taylor Swift, produciral pa jo je Nathan Chapman s pomočjo Swiftove. 19. januarja 2010 je založba Big Machine Records pesem izdala kot promocijski singl za soundtrack filma Valentinovo, ki je izšel februarja istega leta in v katerem je igrala tudi Taylor Swift. Ta je pesem napisala še pred začetkom snemanja filma in jo nato ponudila filmskim producentom, ki so jo želeli vključiti v glasbo filma. Glasba pesmi »Today Was a Fairytale« je pop, besedilo pa govori o čarobnem zmenku.
Pesem je s strani glasbenih kritikov v glavnem prejemala dobre ocene, nekateri pa so jo označili celo za najboljšo pesem na soundtracku filma. Uživala je velik komercialni uspeh in se uvrstila med prvih deset pesmi na lestvicah v treh različnih državah. Pesem »Today Was a Fairytale« je prva pesem Taylor Swift, ki se je uvrstila na prvo mesto lestvice v Kanadi. Dosegla je tudi drugo mesto na lestvici Billboard Hot 100 in tako postala ena izmed njenih najuspešnejših pesmi tudi v Združenih državah Amerike. Taylor Swift je pesem »Today Was a Fairytale« promovirala na mnogih dogodkih, med drugim tudi na svoji prvi samostojni glasbeni turneji, Fearless Tour v letu 2010.

## Ozadje
Taylor Swift je sama napisala pesem »Today Was Fairytale« poleti leta 2008 in jo nato za nekaj časa odložila na stran. Potem, ko je dobila vlogo Felicie Miller v filmu Valentinovo, je Taylor Swift pesem ponudila fimskim producentom za soundtrack, saj ni verjela, da se pesem skladala z ostalimi pesmimi na njenem prihajajočem albumu. »Potem, ko je s tem filmom prišla priložnost, sem segla v svoj žep in si mislila: 'Mislim, da bi bila popolna za soundtrack. Upam, da je popolna za soundtrack!'« je Taylor Swift povedala reviji The Tennessean. »Today Was a Fairytale« je izšla kot promocijski singl za soundtrack filma Valentinovo 19. junija 2010, ekskluzivno preko spletne trgovine iTunes Store.

## Sestava
Pesem »Today Was a Fairytale« je counrty pop pesem, ki traja štiri minute in dve sekundi. Napisana je v G-duru, glas Taylor Swift pa se razteza čez dve oktavi, od D3 do C5. Temu sledi procesija akordov G–C–Em–D. Jody Rosen in Jonas Weiner iz revije Slate je dejal, da kljub temu, da Taylor Swift poje tipičen country pop »z morebitno izjemo, akustično kitaro,« je začetek pesmi »Today Was a Fairytale« ne prikaže pričakovanj country glasbe v inštrumentalnem in besedilnem smislu. »Taylorini samoglasniki imajo sploščeno in jankijevsko obliko,« je komentirala Jody Rosen, medtem ko je Jonas Weiner dejal, da je njena težka pop glasba, je primarni pop razlog za njeno uspešnost. Melanie Bertoldi iz revije Billboard je verjela, da so vokali Taylor Swift izražali na novo odkrito zrelost.
Besedilo pesmi opisuje čaroben zmenek. Kot še veliko drugih pesmi Taylor Swift, besedilo uveljavlja pravljično sliko s kiticami, kot so »Danes je bilo pravljično / Ti si bil princ / Prej sem bila dekle v stiski« (»Today was a fairytale/ You were the prince/ I used to be a damsel in distress«). Melanie Bertoldi je napisala, da besedilo »poganja več odpadnih čustev, kot prej [...] specifično mladinski posnetki.« Občasno Taylor Swift ne prekinjeno gradi na modernih, detajlih resničnega sveta, saj nekje omeni barvo njegove majice.

## Kritike
Pesem je v glavnem prejela pozitivne ocene s strani glasbenih kritikov. Melanie Bertoldi iz revije Billboard je primerjala besedilo pesmi s prejšnjimi pesmimi Taylor Swift, »You Belong with Me« in »Fifteen«; prepričana je bila, da bi pesem »Today Was a Fairytale« »[Taylor Swift] lahko pomagala doseči še večje občinstvo.« Leah Greenblatt iz revije Entertainment Weekly ni videla napredka Taylor Swift, saj naj bi bilo besedilo pesmi precej podobno besediloma pesmi »Love Story« in »You Belong with Me«. Kakorkoli že, svoj članek je končala z »Kaj vemo? Pesem zveni kot ves material Taylor Swift (oh, ne) za njene oboževalce in še vedno smo veseli, da je sladka, prijazna in [...] primerna njeni starosti.« V nedokončanem članku za revijo People je bilo napisano, da je pesem vodila do soundtracka za pesem Valentinovo. Brittany Talarico iz britanske revije OK! je pesem označila za »privlačno« in opisala, da se je med pesmijo na splošno počutila »sladko«. Andrew Leahey iz spletne strani Allmusic je dejal, da je posebej veliko pozornosti dobila pesem Taylor Swift na soundtracku, zlasti tista pesem. Jody Rosen iz revije Slate je napisala, da je pesem »Today Was a Fairytale« »pesem tedna«, saj poudarja svoje podobe, ki so, po njenem mnenju, »osredotočanje namesto tega, da bi jo omehčala«. Jonah Weiner, tudi novinar revije Slate, je napisal: »Ta pesem je smešen remix: nekatere izmed njenih najboljših pesmi, napisane do danes, imajo najslabše besedilo!« Omenil je, da je v besedilu Taylor Swift predvsem »uveljavljala kliše in upanje, zaradi česar je vse skupaj postalo še težje zanjo.«

## Dosežki na lestvicah
Singl »Today Was a Fairytale« je dobil drugo mesto na Billboardovi lestvici najboljših 100 pesmi 6. februarja 2010. To je bilo najboljše mesto na tej lestvici od katere koli druge pesmi Taylor Swift, tej pa je sledila pesem »Fearless«, ki je dosegla deveto mesto. Mesto je dosegla zato, ker so preko spleta naložili 325.000 kopij, kar je podrlo rekord za največ prodanih kopij pesmi v prvem tednu od izida, ki ga je prej imela Britney Spears s pesmijo »Womanizer«. V naslednjem tednu je pesem dosegla dvaindvajseto mesto na lestvici Billboard Hot 100. Na lestvici je singl ostal še petnajst tednov. V Združenih državah Amerike je pesem »Today Was a Fairytale« dosegla enaindvajseto mesto na lestvici Adult Contemporary, enainštirideseto mesto na lestvici Hot Country Songs in dvajseto mesto na lestvici Mainstream Top 40 (Pop Songs). Pesem je prejela platinasto certifikacijo Združenja ameriške glasbene industrije (RIAA) za več kot milijon prodanih izvodov. Ob koncu tedna 20. februarja 2010 je pesem »Today Was a Fairytale« postala prva in edina pesem Taylor Swift, ki je dosegla prvo mesto na lestvici Canadian Hot 100, kjer je ostala še en teden.
Pesem je dosegla šesto mesto na lestvici Australian Singles Chart ob koncu tedna 21. februarja 2010. Povzpela se je na tretjem mestu lestvice v naslednjem tednu. Pesem je nato na lestvici ostala še dvanajst tednov, preden je izpadla iz lestvice 9. maja 2010. Pesem »Today Was a Fairytale« je prejela platinasto certifikacijo s strani organizacije Australian Recording Industry Association (ARIA) za 70.000 prodanih kopij. Na lestvici na Novi Zelandiji je pesem »Today Was a Fairytale« najprej dosegla sedemintrideseto mesto, nazadnje pa še devetindvajseto. Pesem je dosegla triinšestdeseto na lestvici Japan Hot 100. V Evropi je pesem »Today Was a Fairytale« pristala na enainštiridesetem mestu na Irskem in sedeminpetdesetem mestu v Združenem kraljestvu.

## Nastopi v živo
Taylor Swift je s pesmijo nastopila večkrat in sicer različno, vključno z nastopom na 52. podelitvi Grammyjev. Oblečena v navadno belo bluzo in črne oprijemajoče se kavbojke, je Taylor Swift izvedla pesem »Today Was a Fairytale«, kjer je zasedla center odra z leseno akustično kitaro, privezano na ramo. Po tem, ko je izvedla pesem, je povedala: »Je pravljično in mi je v veliko čast, da lahko nastopam s Stevie Nicks.« Potem sta nastopili z lastno verzijo pesmi Fleetwooda Maca, »Rhiannon« (1976). Taylor Swift in Stevie Nicks sta nato preskočili konec pesmi in začeli prepevati pesem »You Belong with Me«. Eric Ditzian iz revije MTV News je bil razočaran nad harmonijo Stevie Nicks in Taylor Swift, vendar je dejal, da sta bili »utemeljen par«. Nastopu je sledilo veliko kritik na račun razglašenega petja Taylor Swift, ki ga je povzročil Scott Borchetta, vodja založbe Big Machine Records, ki je kasneje izdal izjavo, v kateri brani njen nastop.
Taylor Swift je pesem »Today Was a Fairytale« priložila na seznam izvajanih pesmi na njeni prvi samostojni turneji Fearless Tour v letu 2010. Med nastopom s pesmijo, ki je bil vsakič predzadnji nastop na koncertu, je Taylor Swift večinoma nosila črno oblekico z V izrezom in črne usnjene čevlje. Nastopila je z akustično kitaro na sredi odra, v ozadju pa se je prikazal gozd; v zaključku nastopa so se pojavili odlomki iz filma Valentinovo, po koncu pa so s stropa začeli padati konfeti. Na koncertu 22. maja 2010 v centru Air Canada Centre v Toronto, Kanada je prisostvovala tudi  Jane Stevenson iz revije The Toronto Sun, ki je napisala, da kljub temu, da je Taylor Swift nosila majico Toronto Maple Leafs »to ni škodovalo njeni popularnosti v tem mestu, usekanem na hokej.« Molly Trust iz revije Billboard je dejala, da je zadnji koncert turneje 5. junija 2010 na stadionu Gillette Stadium v Foxboroughu, Massachusetts »vseboval dotik domačega občutka, saj je Taylor Swift dobesedno in v prenesenem pomenu igrala pred množico patriotskih srajc.«

## Seznam verzij
- Digital Download

1. »Today Was a Fairytale« (verzija z albuma) — 4:02

## Dosežki, prodaja in procesija

### Dosežki
| Lestvica (2010)                    | Dosežki |
| ---------------------------------- | ------- |
| Australian Singles Chart           | 3       |
| Canadian Hot 100                   | 1       |
| Japan Hot 100                      | 63      |
| Irish Singles Chart                | 41      |
| New Zealand Singles Chart          | 29      |
| UK Singles Chart                   | 57      |
| U.S. Billboard Hot 100             | 2       |
| U.S. Adult Contemporary            | 21      |
| U.S. Hot Country Songs             | 41      |
| U.S. Mainstream Top 40 (Pop Songs) | 20      |

|

### Certifikacije
| Država                  | Certifikacije |
| ----------------------- | ------------- |
| Avstralija              | Platinasta    |
| Združene države Amerike | Platinasta    |

|}

### Ostali pomembnejši dosežki
| Predhodnik: "Tik Tok" od Ke$he | Kanadskih najboljših 100 20. februar 2010 | Naslednik: "I Believe" od Nikki Yanofsky |